# Gare de Dreux
La gare de Dreux est une gare ferroviaire française, située sur le territoire de la commune de Dreux, dans le département d'Eure-et-Loir, en région Centre-Val de Loire.
Elle est mise en service en 1864, par la Compagnie des chemins de fer de l'Ouest. C'est une gare de la Société nationale des chemins de fer français (SNCF), desservie par des trains Intercités, Transilien et TER Normandie.
Au plus fort de son existence, la gare de Dreux a été au centre d'une étoile ferroviaire à cinq branches, permettant de se rendre à Paris-Montparnasse, Granville, Chartres, Tours et Évreux-Normandie.

## Situation ferroviaire
Établie à 105 mètres d'altitude, la gare de Dreux est située au point kilométrique (PK) 81,181 de la ligne de Saint-Cyr à Surdon, entre les gares de Marchezais - Broué et de Saint-Germain - Saint-Rémy.
Gare de bifurcation, elle est le terminus de la ligne de Chartres à Dreux, au PK 42.545, après la gare fermée de Garnay, la précédente gare ouverte, uniquement au trafic fret, étant la gare d'Aunay - Tréon. Elle était aussi le terminus de la ligne d'Auneau-Ville à Dreux au PK 49,214, déclassée en totalité. La gare précédente était la gare de Luray - Mézières. Enfin, elle était l'origine de la ligne de Dreux à Saint-Aubin-du-Vieil-Évreux (PK 0,000), dont la gare suivante était celle des Osemeaux. Cette ligne est déclassée jusqu'à la gare de Saint-André.

## Histoire
Les 2 février et 6 avril 1855, le ministre des Travaux publics fusionne quatre compagnies dans la Compagnie des chemins de fer de l'Ouest. Elles desservaient les lignes suivantes :
- Paris à Saint-Germain-en-Laye ;
- Paris à Rouen ;
- Rouen au Havre ;
- Paris à Caen et à Cherbourg.

La fusion concède à la compagnie la création d'une ligne entre la gare de Surdon sur la ligne du Mans à Mézidon et la gare de Saint-Cyr sur la ligne de Paris-Montparnasse à Brest. Cette fusion est approuvée par décret impérial le 7 avril 1855.
Le 1er janvier 1860, les travaux de la ligne coûtant 58 millions de francs sont lancés en plusieurs points. La ligne atteint Dreux en juin 1864. La gare est ouverte le 15 juin 1864 à l'occasion de la mise en service de la ligne de Saint-Cyr à Dreux (59 kilomètres). Quatre services quotidiens assurent la liaison entre la gare de Dreux et la gare de Paris-Montparnasse en deux heures et quarante minutes. La ligne atteint la gare de L'Aigle le 1er octobre 1866 et enfin la ligne du Mans à Mézidon par la gare de Surdon le 5 août 1867. Dreux est ainsi reliée à la gare d'Argentan et à la gare du Mans.
L'ouverture de la ligne d'Argentan à Granville par étapes à partir de 1866 permet de relier Dreux à la gare de Granville le 3 juillet 1870.
D'autres lignes sont ouvertes : 
- la ligne de Dreux à Louviers (8 avril 1873), reliant Dreux à Saint-Georges-Motel, Le Vieil-Évreux et la gare de Louviers ;
- la ligne de Dreux à Bueil (1er mai 1873), reliant Anet, Bueil et Pacy-sur-Eure ;
- la ligne de Chartres à Dreux (2 août 1873) reliant Dreux à la gare de Chartres (jusqu'en 1971) ;
- la ligne de Dreux à Caudebec-lès-Elbeuf (15 août 1875) reliant Dreux à Caudebec-lès-Elbeuf ;
- la ligne de Dreux à Elbeuf-Ville (14 janvier 1876) reliant Dreux à Elbeuf-Ville ;
- la ligne de Rouen à Orléans (8 janvier 1883) reliant Dreux à la gare d'Orléans et Rouen ;
- la ligne de Dreux à Maintenon (21 août 1887) reliant Dreux à Maintenon (jusqu'en 1940) ;
- et la ligne d'Auneau-Ville à Dreux (3 avril 1892) (jusqu'en 1938).

Le 8 janvier 1899, la ligne à voie métrique exploitée par les Tramways d'Eure-et-Loir entre Dreux et  Brezolles est ouverte, reliant Dreux avec Le Mesnil-Thomas, Louvilliers-lès-Perche poursuivant jusqu'à Senonches, Crucey-Villages, Châtaincourt et Allainville (1907), mais est fermée le 26 mai 1933, supprimée (1935) puis déferrée en (1937) pour être remplacée par les cars Transbeauce, eux-mêmes remplacés par des cars Rémi en 2017.

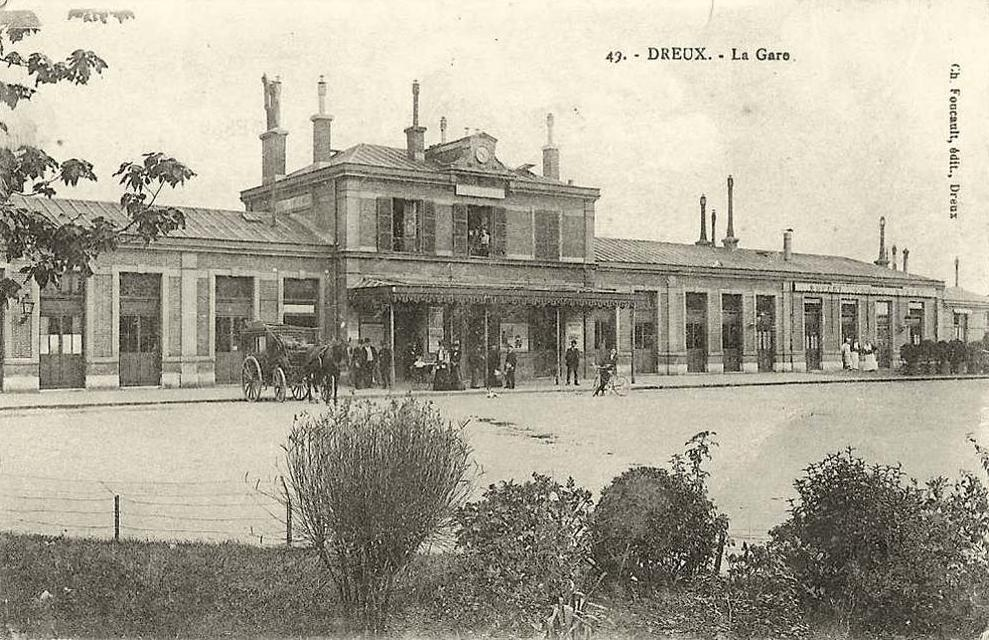
La gare au début du XXe siècle.

La gare a été transformée en 1932 par l'architecte Paul Louis Genuys. C'est une construction imposante en briques, pierres et ardoise dont la silhouette rappelle celle d'un manoir.
Le 4 juillet 1971, la ligne de Chartres à Dreux est fermée à tout trafic. En septembre 2019 les passages à niveau ont été bitumés, rendant la circulation des trains impossible[réf. nécessaire].
La traction électrique des trains en courant alternatif 25 kV 50 Hz de Plaisir - Grignon à Dreux date du 12 septembre 1984.
En 2017, la ville de Dreux procède à plusieurs aménagements de son pôle gare avec la rénovation complète du quartier, la création d'une nouvelle gare routière et d'un nouveau parking sur trois niveaux.

## Fréquentation
De 2015 à 2023, selon les estimations de la SNCF, la fréquentation annuelle de la gare s'élève aux nombres indiqués dans le tableau ci-dessous.
| Année                     | 2015      | 2016      | 2017      | 2018      | 2019      | 2020      | 2021      | 2022      | 2023      |
| ------------------------- | --------- | --------- | --------- | --------- | --------- | --------- | --------- | --------- | --------- |
| Voyageurs                 | 1 788 844 | 1 660 359 | 1 633 846 | 1 471 100 | 1 606 493 | 919 445   | 1 099 654 | 1 331 683 | 2 047 477 |
| Voyageurs + non voyageurs | 2 236 055 | 2 075 449 | 2 042 308 | 1 838 875 | 2 008 116 | 1 149 307 | 1 374 568 | 1 664 604 | 2 559 346 |

## Service des voyageurs

### Accueil

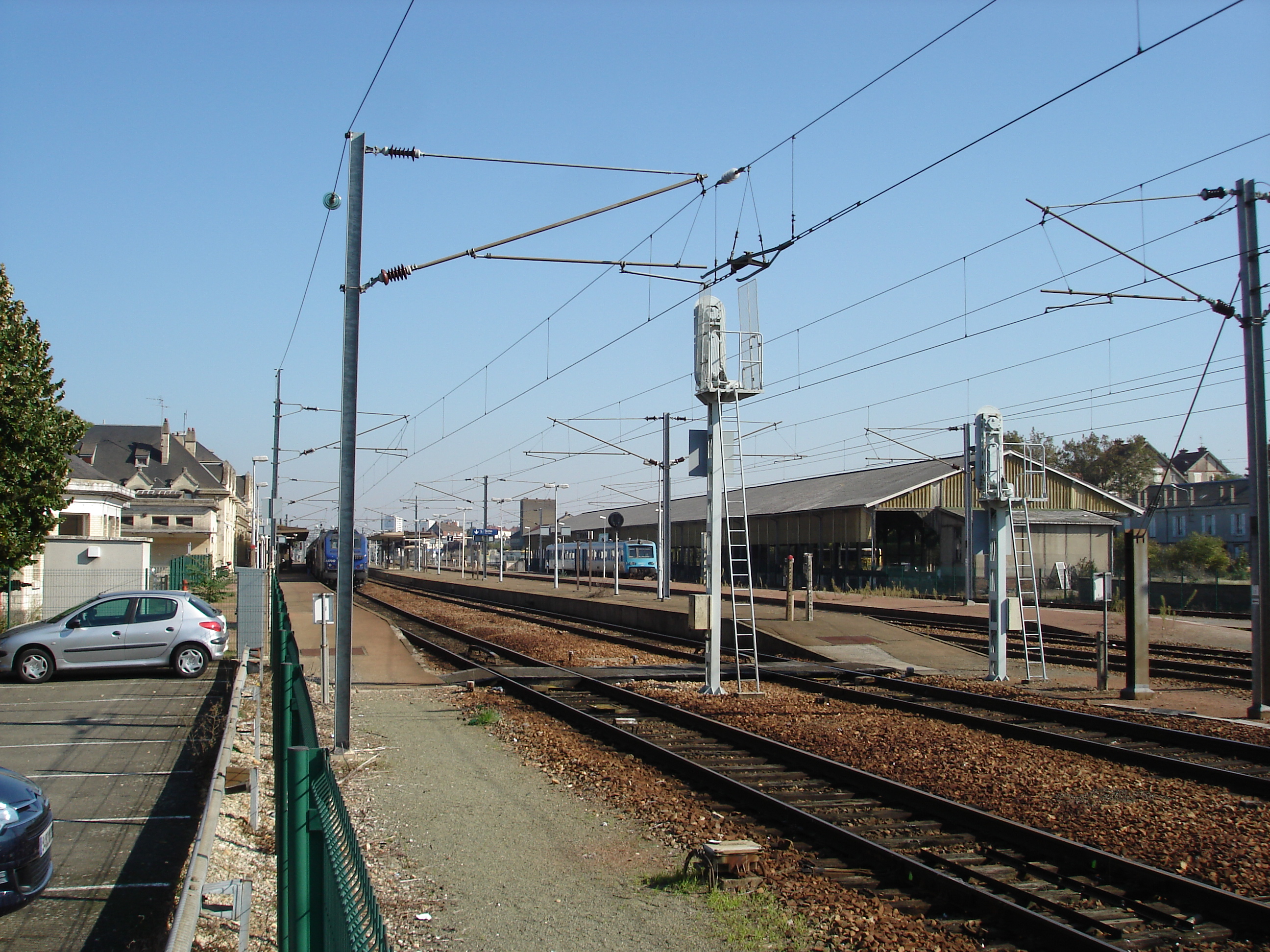
Vue générale des voies de la gare, en 2010.

Gare SNCF, elle est ouverte tous les jours de 4 h 30 à 1 h 30. Elle dispose d'un bâtiment voyageurs avec guichets, ouverts du lundi au vendredi de 4 h 50 à 21 h, le samedi de 5 h 40 à 20 h 30, et le dimanche ainsi que les jours fériés de 5 h 40 à 21 h. Elle dispose d'automates permettant l'achat des titres de transport. Des toilettes publiques payantes ont été construites en dehors du bâtiment voyageurs, lors de la rénovation du pôle gare en 2017.
Elle offre divers services pratiques (comme un appareil destiné aux photos d'identité et une boîte aux lettres).
La gare dispose d'une boutique Hubiz qui vend du café chaud à emporter ou à boire sur place dans un espace avec tables et chaises, qui propose une mini supérette avec alimentation et petite restauration de boulangerie-pâtisserie, presse à journaux et librairie.
Seules trois voies sont accessibles pour les voyageurs, les nos 1, 2 et 4. La voie no 4 et son quai latéral est attenante au hall de la gare ; les nos 1 et 2 (de chaque côté du quai B, central) sont accessibles via un souterrain. Par ailleurs, la voie 3 dispose également d'un quai latéral.

### Desserte
La gare est desservie par trois lignes commerciales :
- une branche de la ligne N du Transilien à raison[12] d'un train par heure en période creuse, et d'un train toutes les 30 minutes en période de pointe. Le temps de trajet est d'environ 1 h 10 min depuis Paris-Montparnasse ;
- la ligne Intercités Paris - Granville ;
- la ligne TER Normandie Paris - Dreux - Verneuil-sur-Avre - L'Aigle - Argentan.

### Intermodalité
La gare est desservie par quatre réseaux de cars et bus :
- les lignes 1, 2, 3, 4, 5, 6, C, 3 Dimanche et Flexo du réseau de bus Linéad de la communauté d'agglomération du Pays de Dreux ;
- les lignes  1, 6, 8, 25, 26 et 28 du Réseau de mobilité interurbaine (Rémi) du département d'Eure-et-Loir ;
- la ligne 340 du réseau Nomad du département de l'Eure ;
- les lignes 88A et 88B du réseau de bus du Mantois ;
- la ligne Dreux - Chartres - Orléans du réseau de car de TER Centre-Val de Loire[13],[14].

La gare dispose d'une agence de location de voiture de la société Avis ainsi que d'une station de taxis, accessibles de l'extérieur de la gare. Un parking pour les véhicules et les vélos sont aménagés à ses abords.

## Service des marchandises
Cette gare est ouverte au trafic du fret.

## Galerie de photos

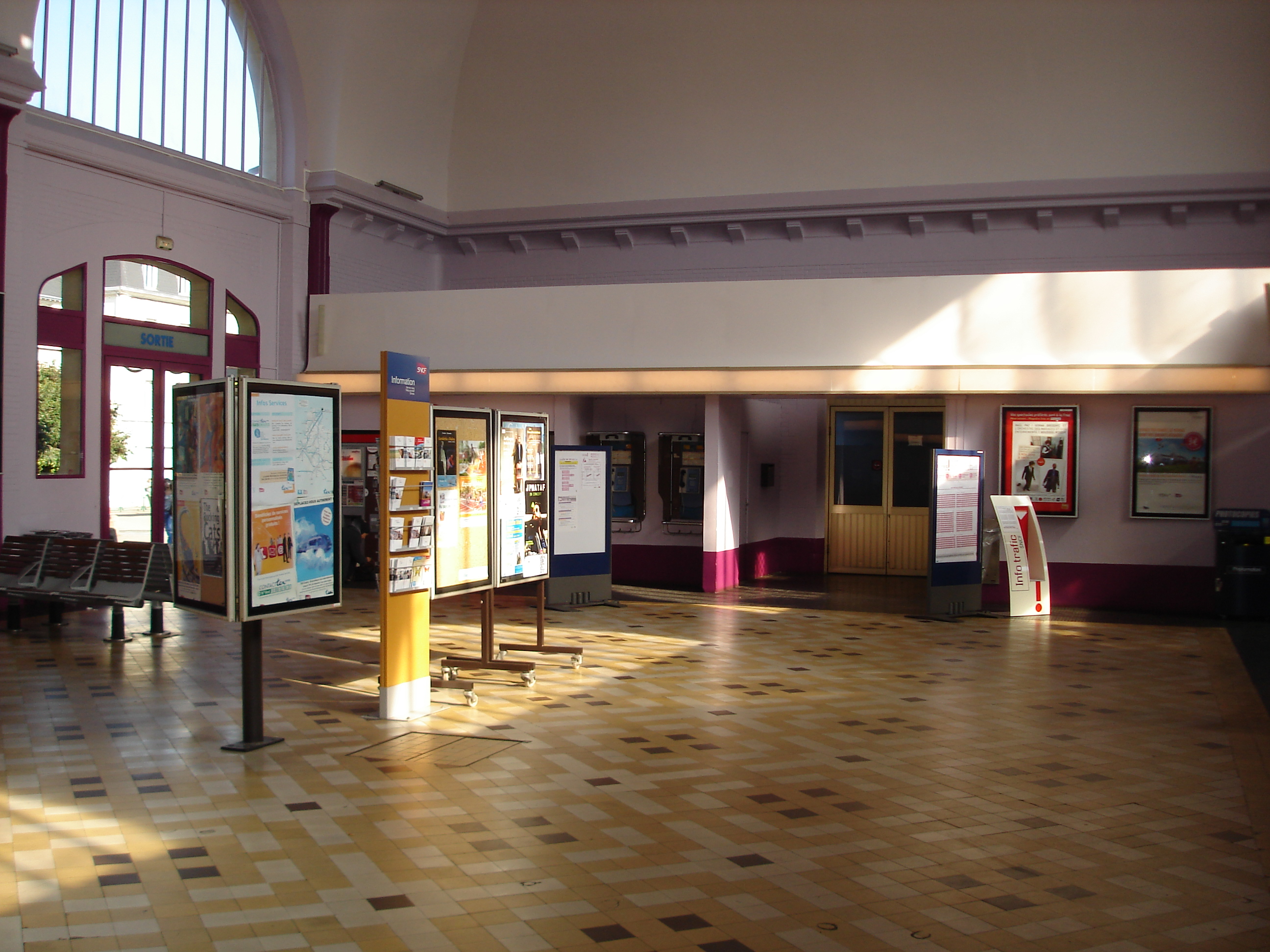
L'intérieur du bâtiment voyageurs.
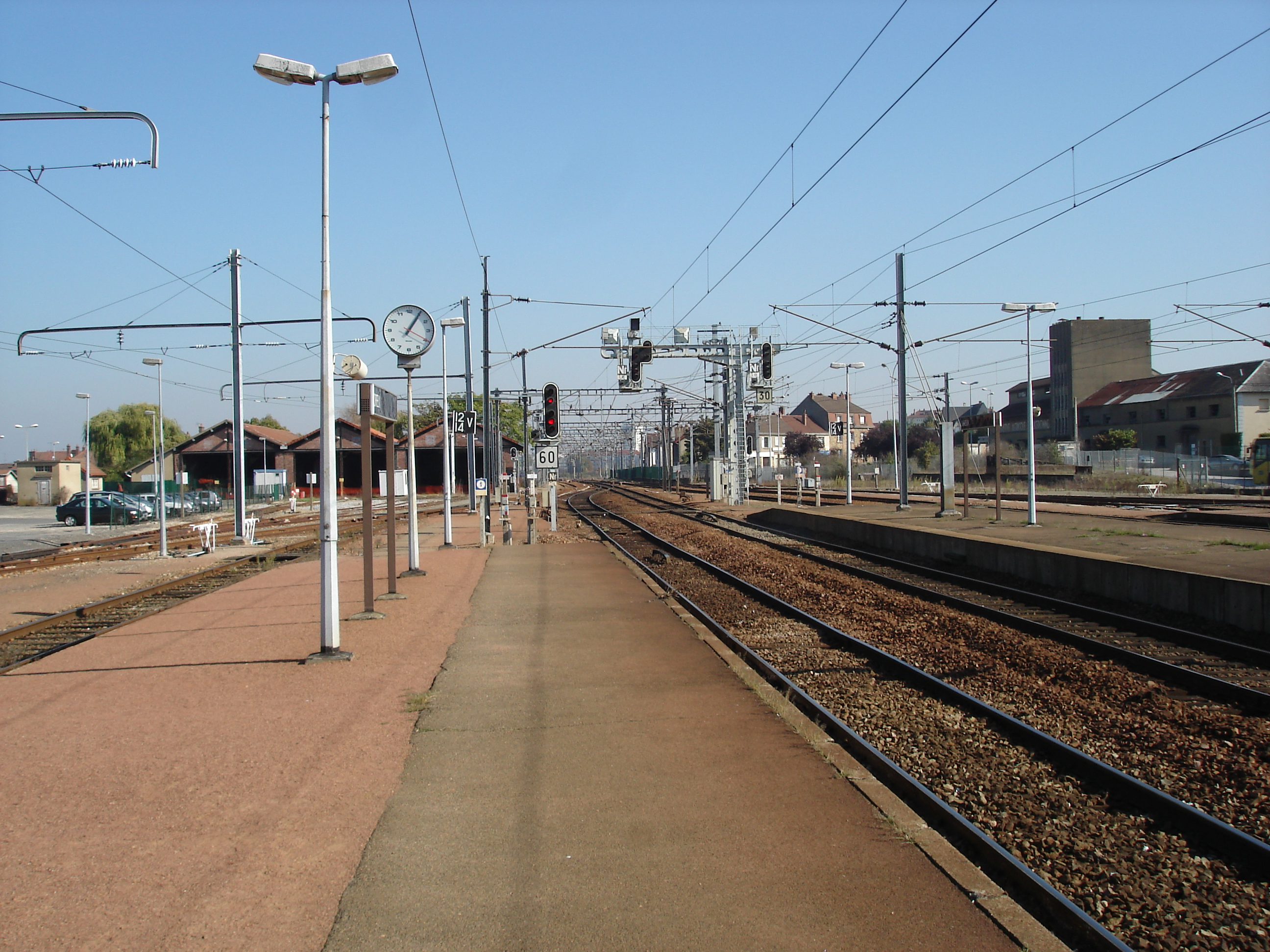
Vue vers Paris.
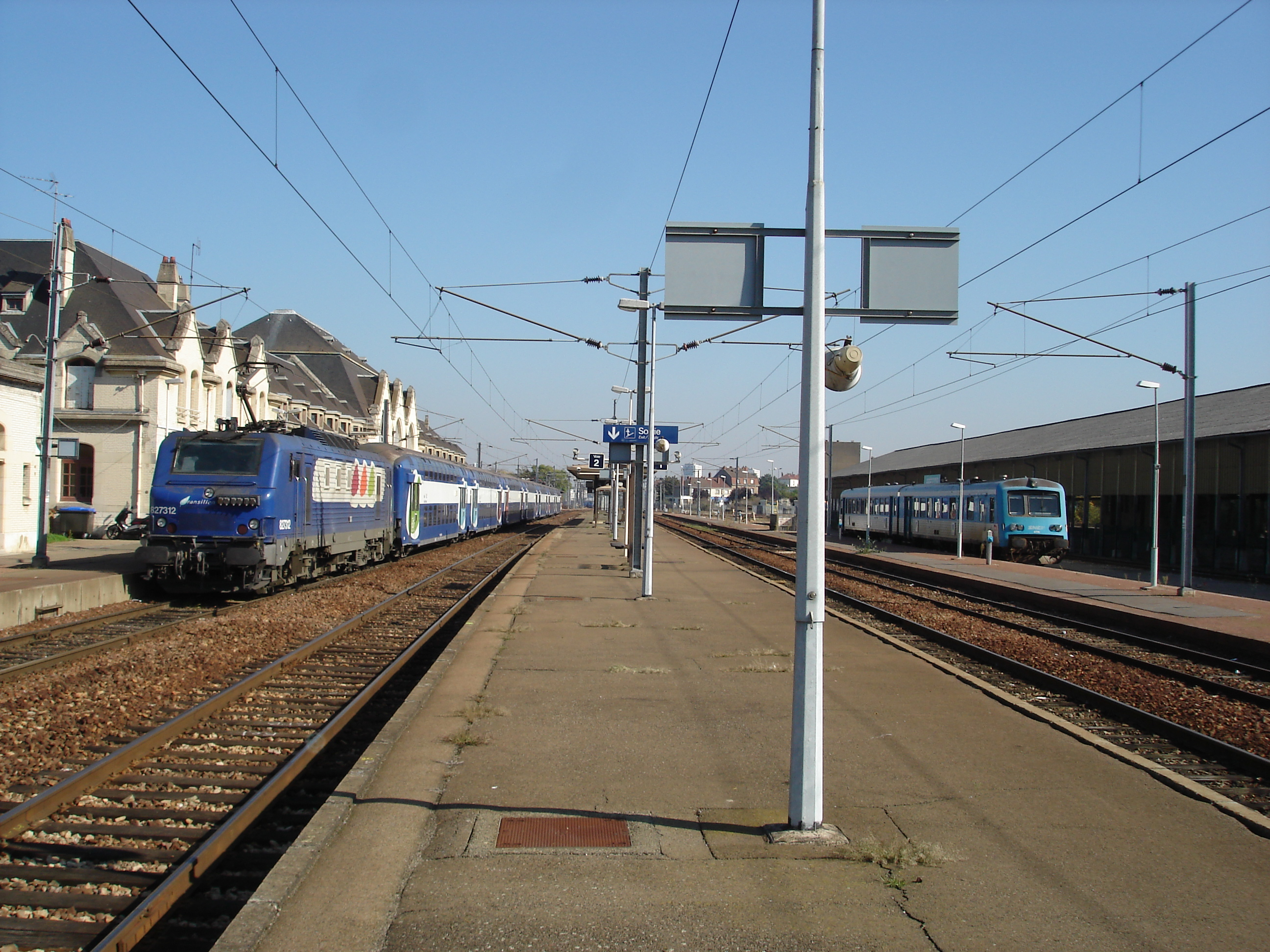
Le quai central.
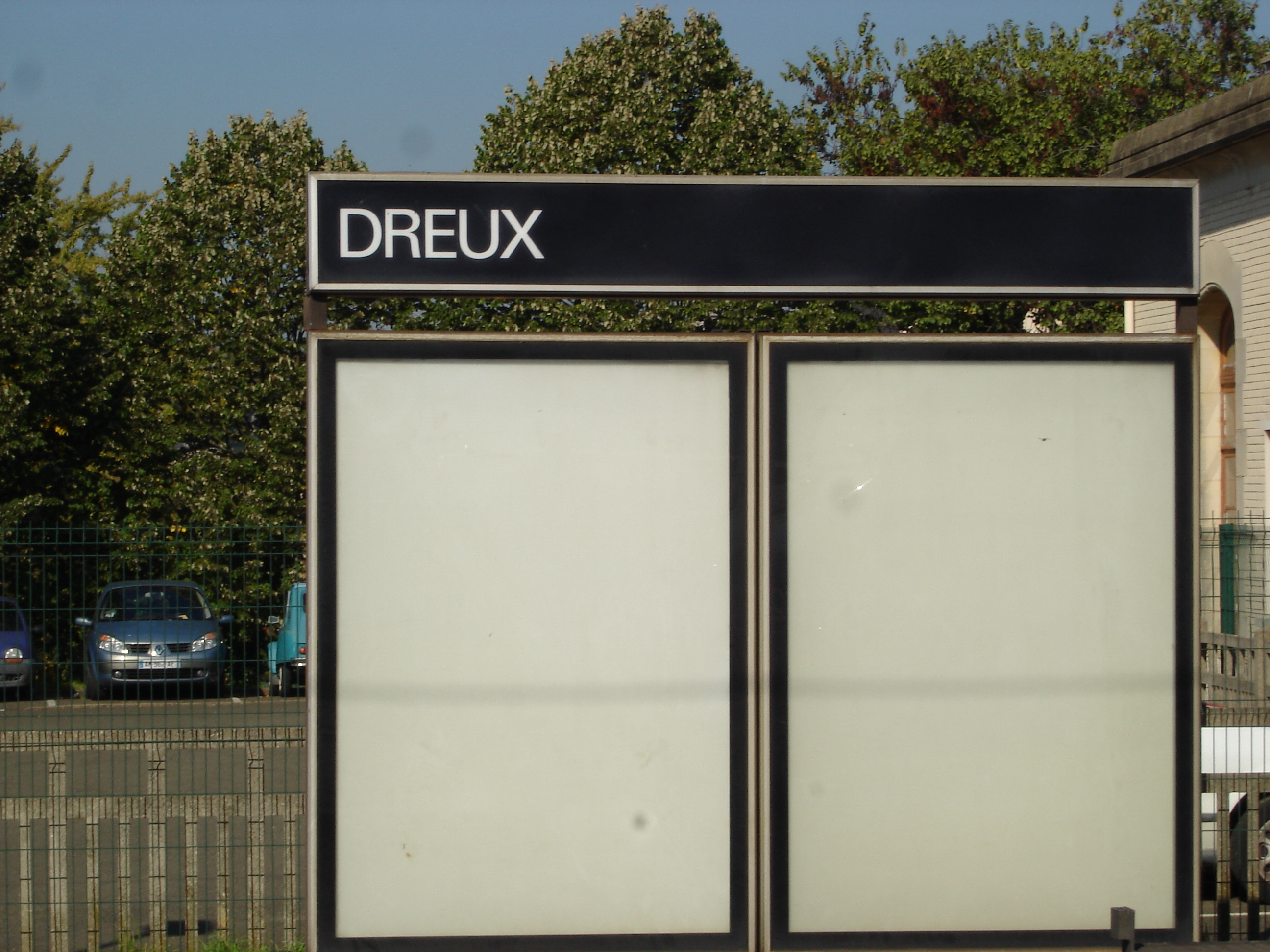
Panneau indiquant le nom de la gare.